# Crambelea
Crambelea là một chi bọ cánh cứng trong họ Chrysomelidae.
Chi này được Spaeth miêu tả khoa học năm 1913.

## Các loài
Chi này gồm các loài:
- Crambelea illudens (Boheman, 1854)